# Distretto di Dan Khun Thot
Il distretto di Dan Khun Thot (in thailandese: ด่านขุนทด) è un distretto (amphoe) della Thailandia, situato nella provincia di Nakhon Ratchasima.